# Клерже, Поль
Поль Клерже́ (фр. Paul Clerget; 1868—1935) — актёр и сценарист эпохи немого и звукового кино.

## Фильмография

### Сценарист
- Возвращение мужа (1896)

### Актёр
- Возвращение мужа (1896) — муж
- Изогнутый романс (1917) — Сид Флинн
- Ненавистный дом (1918)
- Леди Гартер (1920) — Декстер
- Мефисто (1930) — Корнелиус
- Голая женщина (1932) — Гарзини
- Воровка (1933)
- Царь горы (1934)
- Баккара (1935) — президент
- Вечный вальс (1936)